# Coefficiente di scambio di materia
Nell'ambito dei fenomeni di trasporto (ed in particolare dello scambio di materia), il coefficiente di scambio di materia rappresenta una costante di velocità riferita ai processi di diffusione di materia.
Il coefficiente di scambio di materia viene definito come:
{\displaystyle d_{m}=c_{\text{tot}}{\mathcal {D}}_{m}}
dove:
- {\displaystyle {\mathcal {D}}_{m}} è la diffusività di materia, esprimibile in m2/s
- '{\displaystyle c_{\text{tot}}} è la concentrazione totale del sistema, in mol/m3.

Pertanto, attraverso la legge di Fick, si ha che la densità di corrente di materia viene intesa come:
{\displaystyle \mathbf {J} _{n}=d_{n}\nabla x_{i}}
in cui:
- {\displaystyle \nabla x_{i}} è il gradiente della frazione molare

## Applicazioni
Il coefficiente di scambio di materia può essere utilizzato per quantificare gli effetti del trasferimento di massa attraverso due fasi, ad esempio:
- trasferimento di un componente da una fase gassosa ad una liquida (assorbimento gas-liquido) o da una fase liquida ad una gassosa (strippaggio)
- trasferimento di un componente da una fase fluida alla superficie di un solido poroso (adsorbimento) o dalla superficie di un solido poroso ad una fase fluida (rigenerazione di un catalizzatore).

A partire dalla conoscenza del coefficiente di scambio di materia è possibile effettuare il dimensionamento e la verifica di apparecchiature chimiche deputate allo svolgimento di una determinata operazione unitaria.